# ماريا موراليس
ماريا موراليس (بالإسبانية: María Carmenza Morales Rendón) هي تريثلت كولومبية، ولدت في 21 يوليو 1966 في إيتاغوي في كولومبيا.

## وصلات خارجية
- ماريا موراليس على موقع أوليمبيديا (الإنجليزية)